# ヌイイ条約
ヌイイ条約（ヌイイじょうやく、フランス語: Traité de Neuilly）、またはヌイイ＝シュル＝セーヌ条約（ヌイイ＝シュル＝セーヌじょうやく、仏: Traité de Neuilly-sur-Seine）は、第一次世界大戦後、1919年11月27日に連合国側とブルガリア王国の間で結ばれた条約。
パリ近郊の都市ヌイイ＝シュル＝セーヌで結ばれた（なお、フランスには「ヌイイ」という都市は20以上ある）。

## 条約の主要内容
- ブカレスト条約（第二次バルカン戦争のあと1913年に結ばれた条約）の結果、ルーマニア王国に占領されていたドブルジャを正式に放棄する。
- マケドニア人のいくつかの居住区を、ユーゴスラビア王国に割譲する。
- 西トラキアはギリシア王国に帰属する。
- 賠償金を支払う[1]。
- 軍備は20,000人を上限とする[2]。
- 少数民族を保護する